# أندري فلاسوف (لاعب كرة قدم)
أندري فلاسوف (بالروسية: Власов, Андрей Владимирович)‏ هو لاعب كرة قدم روسي في مركز الدفاع، ولد في 28 فبراير 1965. لعب مع نادي تيومين ‏.